# IPDC
IPDC són les sigles d'Internet Protocol Datacast. És el nom que rep el sistema de radiodifusió que permet emetre tota mena de contingut digital a telèfons mòbils basat en mecanismes IP millorats per fer més eficient la distribució i recepció d'aquest tipus de dades.
Cal dir que encara està en període de desenvolupament, no està implantat al mercat, tot i estar ben definit.
Les especificacions per IPDC són les que permetran que el sistema comercial de televisió mòbil es desplegui per tot el territori i es basen en el protocol d'Internet. El sistema està dissenyat per ser utilitzat amb la capa física de DVB-H però també accepta DVB-SH (anglès). Concretament, IPDC descriu a quins serveis podem accedir des del nostre aparell mòbil, com es rebrà aquesta informació, una descripció del contingut i com la informació està protegida.
Una característica important és que el sistema IPDC crea una xarxa híbrida que aprofita la unidireccionalitat, gran capacitat i àrea de cobertura que permet l'estàndard DVB-H, i el canal establert pels sistemes de telefonia mòbil, més restringit pel que fa a àrea i capacitat però amb l'avantatge de ser bidireccional. IPDC és la unió entre aquests dos canals de comunicacions que permetrà que cooperin entre ells d'una manera eficient per oferir nous serveis als usuaris.

## Què ofereix IPDC sobre DVB-H
- Permet veure la televisió on es vulgui des d'un aparell receptor mòbil i de petites dimensions.
- Es tracta d'un servei de broadcast que permet que la informació digital arribi a tot arreu. Tot i que s'hauran de crear infraestructures per l'interior dels edificis i els cotxes en moviment.
- Mentre que un canal de TDT (MPEG-2 sobre DVB-T) ocupa 5 MHz, les dimensions reduïdes dels aparells que s'utilitzen fan que puguem gaudir de televisió d'alta definició amb només 383 kbps.
- Les pantalles petites també permeten que en el mateix canal hi puguin cabre molts més programes. Per tant, on amb TDT tenim 3 o 4 programes, amb IPDC en tindrem 25 o 80 amb la mateixa qualitat aparent.
- El canal bidireccional permet una televisió interactiva mòbil.
- El fet de poder veure la televisió on es vulgui crea nous màxims d'audiència que les cadenes podran explotar per crear nous continguts.
- El sistema defineix una ESG (Electronic Service Guide) que indica a l'usuari quins serveis hi ha disponibles, així com el seu horari i contingut.
- També es pot implementar comerç electrònic per donar serveis de prepagament a través del receptor. D'aquesta manera els creadors de continguts tindran la possibilitat de cobrar per visualitzar-los. També gràcies al canal de retorn.

## Arquitectura de IPDC
L'arquitectura d'IPDC defineix una manera comú per a tothom de classificar la informació dels esdeveniments disponibles, així tots els receptors poden descodificar i mostrar per la pantalla el contingut seleccionat.
Com s'ha dit anteriorment, IPDC a part de transportar les dades dels continguts defineix a quins serveis podem accedir, com es rebrà aquesta informació, inclou una descripció del contingut i com s'ha encriptat.

### ESG
Per tal de dur a terme aquestes quatre tasques es genera la ESG (guia electrònica dels serveis). DVB caracteritza perfectament com s'implementa aquesta eina per tal que tots els receptors puguin descodificar-la perquè finalment els usuaris puguin accedir al seu contingut per decidir què volen veure. Descriu els continguts disponibles de manera visual.

### CDP
El paquet IP també conté el CDP (Content Delivery Protocols). Defineix les dues maneres d'entregar la informació, en forma de fitxer o en forma de streaming. Per aquest motiu existeix aquesta capa que especifica com ha d'actuar el receptor en cada cas. Pel cas d'entrega de fitxers inclou la funcionalitat de seguretat amb tècniques d'FEC que reparen els errors dels fitxers rebuts si es poden detectar. Per l'streaming, per exemple, conté l'hora en què comença i acaba un contingut. Per detalls tècnics visitar: «Content Delivery Protocols». Arxivat de l'original el 2007-02-22. [Consulta: 13 desembre 2008].

### SPP
El SPP (Service Purchase and Protection), explica els mecanismes que es poden utilitzar per encriptar la informació continguda i la senyalització que el receptor farà servir per identificar si les dades estan protegides i de quina manera ho han estat. Hi ha dos tipus: Open Security Framework i 18Crypt. El primer dona solució a les actualitzacions de claus de desxifrat i itinerància, més conegut com a roaming, dels receptors entre xarxes diferents. El segon, a més, inclou la interactivitat.
Aquests continguts s'encapsulen dins d'un paquet IP i abans d'introduir-lo a la xarxa es codifica amb la lògica DVB-H o DVB-SH perquè són els protocols que asseguren una bona transmissió de la informació a dispositius mòbils.

### PSI/SI
PSI/PI (Programme Specific Information/ Service Information) serveix per identificar el servei quan el Transport Stream que conté la informació es genera en dues xarxes ràdio diferents, en aquest cas, el id del TS no seria suficient per identificar el múltiplex que l'usuari vol desxifrar.

## Continguts de la ESG
La guia electrònica permet a l'usuari seleccionar el servei que vol veure. Per fer-ho se li presenten els serveis en temps real, de manera que pot fer zàping des del dispositiu mòbil. No es tracta d'un escombrat dels canals habitual sinó que hi ha molta més informació disponible que podem visualitzar abans de seleccionar el servei al que volem accedir.
Per tal de dur a terme aquesta tasca hi ha un seguit de fragments de dades que contenen la següent informació:
1 Grup de Serveis: Agrupa els canals, de manera opcional, amb una característica comuna, per exemple canals als que podrem accedir un cop pagada la seva tarifa.
2 Servei: Conté informació escrita i fins i tot visual del tipus de servei, tipus de programa o de dades que s'ofereixen i que es poden adquirir.
3 Horari: Indica l'inici i el final del programa en el cas de streaming de video. Si es tracta de dades multimèdia, com ara cançons, indica quan es tarda a tenir-la disponible al receptor.
4 Contingut: Conté una explicació escrita i visual del programa que s'està emetent o que s'emetrà.
5 Adquisició: Informació necessària per adquirir les dades del servei, identifica els paquets que corresponen al mateix programa.
6 Pagament: Especificacions que el receptor necessita per pagar el preu d'un servei o grup de serveis determinat.
7 Canal de pagament: Informació dels serveis oferts en aquesta modalitat.
Amb tota aquesta informació es genera una guia molt visual perquè l'usuari sàpiga que pot veure abans de pagar. D'aquesta manera els productors de serveis tenen la possibilitat de mostrar d'una manera amena què ofereixen amb la intenció de convèncer el consumidor.

## Futur
IP Datacast s'ha especificat per funcionar sobre DVB-H però pot ser adaptat a qualsevol tipus d'estàndard capaç de transportar datagrames IP per tant obre les portes a possibles implementacions.
Perquè es puguin parlar de comercialització d'IPDC, es diu que en un període de dos a cinc anys, s'ha d'acabar de definir els estàndards que ho faran possible. Després els operadors de xarxa hauran d'adequar les infraestructures, les empreses de dispositius hauran de treure al mercat receptors compatibles. I, finalment, els creadors de continguts s'hauran d'esmerçar per crear programes de televisió, de descàrrega d'arxius i altres propostes que atreguin al consumidor.
Un cop arribat aquest punt, els usuaris podran veure la televisió mentre agafen l'autobús o l'esperen per anar a la feina, podrem veure les notícies en temps real a qualsevol lloc on ens trobem i escoltar música seleccionant el canal adequat, així com veure els vídeo que vulguin en aquell precís moment.